# Proterosuchus
Genre
Synonymes
- † Chasmatosaurus Haughton, 1924
- † Elaphrosuchus Broom, 1946

Proterosuchus est un genre éteint de reptiles archosaures primitifs du Trias inférieur. Son nom signifie « premier crocodile ». Ses restes ont été retrouvés en Chine et en Afrique du Sud. 

## Description

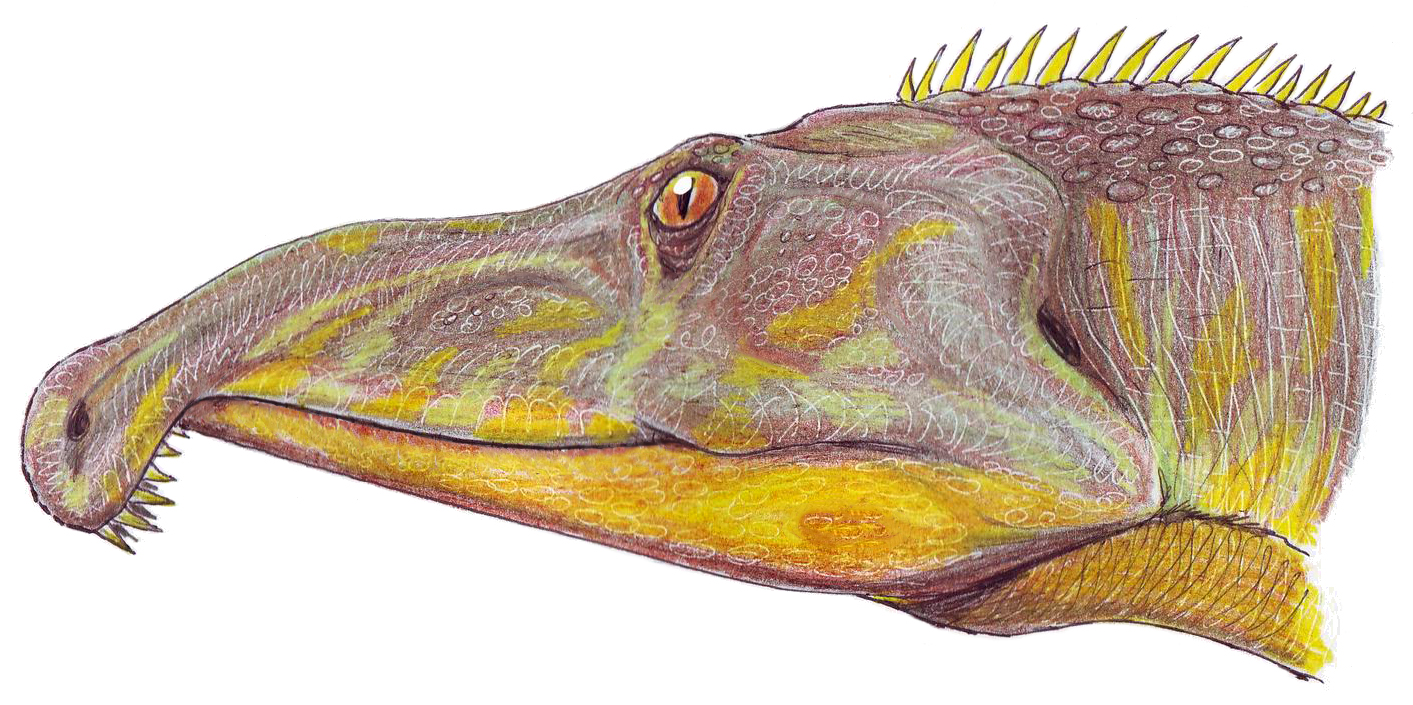
Reconstitution de la tête de Proterosuchus yuani.

Il possédait de longues pattes, orientées verticalement, faites pour la course tandis que celles des crocodiles d'aujourd'hui sont écartées horizontalement et se dandinent. Ses mâchoires aux bouts recourbés lui permettaient de maintenir ses proies. Il devait probablement les tuer en les noyant.
C'était un prédateur et l'un des plus grands reptiles terrestres de son époque, avec sa longueur de 3 mètres. Il a été considéré après sa découverte comme l'ancêtre possible des crocodiles actuels ; il est placé aujourd'hui en position beaucoup plus basale parmi les archéosaures.

## Liste d'espèces
Selon Paleobiology Database (27 janvier 2021) :
- Proterosuchus alexanderi Hoffman, 1965
- Proterosuchus fergusi Broom, 1903  - espèce type
- Proterosuchus goweri Ezcurra & Butler, 2015

## Dans la culture populaire
Dans la dernière séquence de la série documentaire Sur la terre des géants, un groupe de Proterosuchus, nommés Chasmatosaurus (l'un des anciens noms du genre) chasse en embuscade un troupeau de Lystrosaurus traversant un cours d'eau.